# Genocide (пісня)
"Genocide" - пісня американського дезкор гурту Suicide Silence
Пісня стала одним з саундтреків американського фільму жахів Пила 6

## Про пісню
До релізу синглу of No Time to Bleed, Suicide Silence випустили пісню "Genocide" реміксовану версію, 20 жовтня 2009 року. Відеокліп на цю пісню був знятий спільно з Bloody Disgusting продюсером був Джеррі Клаб.

## Треки
1. "Genocide" - 2:17
2. "Genocide (Пила 6 ремікс)" - 3:01

## Учасники запису
Suicide Silence
- Мітч Лакер - вокал
- Алекс Лопес – ударні
- Кріс Гарса – ритм-гітара
- Марк Хейлмун – гітара
- Ден Кенні – бас-гітара

Виробництво
- Музичний продюсер — Machine
- Продюсер відеокліпу — Джеррі Клабб